# 趙祖政
趙祖政（1995年9月2日—），高雄人，台灣競速滑輪溜冰運動員。在2018年亞洲運動會男子20公里淘汰賽奪得金牌。2022年亞洲運動會和黃玉霖、陳彥成、柯福軒共同奪得3000公尺接力賽金牌，自己奪得1000公尺爭先賽的銅牌。